# Prix Heinrich-Wieland
Le prix Heinrich-Wieland est un prix annuel décerné par la Fondation Boehringer Ingelheim pour des recherches exceptionnelles sur des molécules et des systèmes biologiquement actifs dans les domaines de la chimie, de la biochimie et de la physiologie ainsi que pour leur importance clinique.

## Évolution
Le prix porte le nom de Heinrich Wieland (1877-1957), lauréat du prix Nobel de chimie, l'un des principaux chimistes des lipides de la première moitié du XXe siècle.
Heinrich Wieland, qui a donné le nom au prix est le suivant :  Heinrich Wieland est un cousin d'Helene Boehringer, l'épouse du fondateur de l'entreprise Albert Boehringer. De 1915 aux années 1920, Heinrich Wieland a également été conseiller chez Boehringer Ingelheim et il a mis en place à cette époque le premier département scientifique de l'entreprise.
En 1963, le Margarine Institute crée le prix Heinrich-Wieland pour soutenir la recherche dans le domaine des lipides.
En 2000, le Margarine Institute met fin à son parrainage du prix, et la société pharmaceutique Boehringer Ingelheim est devient le nouveau sponsor. En 2011, la Fondation Boehringer Ingelheim a repris le prix.
À l'occasion du 50e anniversaire du prix en 2014, sa dotation est portée à 100 000 euros.
Quatre des lauréats de ce prix ont reçu le prix Nobel : Michael S. Brown et Joseph L. Goldstein (1974), Bengt Samuelsson (1981) et James E. Rothman 1990.

## Lauréat de la médaille Heinrich Wieland en or pour l'ensemble de son œuvre
Depuis l'an 2000, il y a aussi une médaille en or au nom de Heinrich Wieland ; elle a été attribuée à quatre reprises, depuis 2000 :
- 1989 Gotthard Schettler (de), Clinique médicale universitaire de Heidelberg (Allemagne) ;
- 1995 Theodor Wieland (de), Institut Max-Planck de recherche médicale, Heidelberg (Allemagne) ;
- 2005 Karl Decker (biochimiste) (de), Institut de biochimie et de biologie moléculaire ; Université de Fribourg, (Allemagne) ;
- 2008 Nepomuk Zöllner (de), Munich (Allemagne).

## Lauréats
Source : Fondation Boehringer Ingelheim Lauréats du prix Heinrich Wieland depuis 2020
 
- 1964 : Ernst Klenk
- 1965 : Wilhelm Stoffel
- 1966 : pas de prix
- 1967 : Heinrich Wagener et Bruno Frosch
- 1968 : David Adriaan van Dorp
- 1969 : Werner Seubert
- 1970 : Christian Bode et Harald Goebell
- 1971 : Laurens L.M. van Deenen
- 1972 : Heiner Greten et Kurt Oette
- 1973 : Shosaku Numa
- 1974 : Michael Brown et Joseph Goldstein
- 1975 : Ernst Ferber et Klaus Resch
- 1976 : Dietrich Seidel et Eckhart Schweizer
- 1977 : Gerd Assmann et Helmut K. Mangold
- 1978 : Olga Stein et Yechezkiel Stein
- 1979 : Konrad Sandhoff
- 1980 : H. Bryan Brewer et Barry Lewis
- 1981 : Bengt Samuelsson
- 1982 : Hansjörg Eibl et Robert William Mahley
- 1983 : John M. Dietschy
- 1984 : Olaf Adam et Gerhart Kurz
- 1985 : Guy Ourisson
- 1986 : Eugene P. Kennedy
- 1987 : Akira Endo et Dietrich Keppler
- 1988 : Lawrence C.B. Chan
- 1989 : Ching-Hsien Huang
- 1990 : James E. Rothman et Karel W. A. Wirtz
- 1991 : Jan L. Breslow
- 1991 : Wolfgang J. Schneider
- 1992 : Lev D. Bergelson
- 1993 : Walter Neupert
- 1994 : Joachim Seelig
- 1995 : Jean E. Schaffer et Dennis E. Vance
- 1996 : Jeffrey M. Friedman
- 1997 : Bruce M. Spiegelman
- 1998 : Thomas E. Willnow
- 1999 : Ernst Heinz
- 2000 : Lewis Clayton Cantley
- 2001 : Felix Wieland
- 2002 : Stephen O'Rahilly
- 2003 : David J. Mangelsdorf
- 2004 : Raphael Mechoulam et Roger Nicoll
- 2005 : Helen Hobbs
- 2006 : Alois Fürstner
- 2007 : Joachim Herz
- 2008 : Markus Stoffel
- 2009 : Steven Ley[1]
- 2010 : Nenad Ban[2]
- 2011 : Franz-Ulrich Hartl[3]
- 2012 : Carolyn R. Bertozzi[4]
- 2013 : Tony Kouzarides[5]
- 2014 : Reinhard Jahn
- 2015 : Gero Miesenböck
- 2016 : Peter G. Schultz
- 2017 : Alexander Varshavsky[6]
- 2018 : Pascale Cossart
- 2019 : Jens Claus Brüning (de)
- 2020 : Craig M. Crews (en)
- 2021 : Thomas Boehm  (biologiste) (en)
- 2022 : Xiaowei Zhuang[7]
- 2023 : Matthias Tschöp (en)